# 法昆多·托雷斯
法昆多·托雷斯（西班牙語：Facundo Torres，2000年4月13日—），乌拉圭男子足球运动员，司职前锋。他曾代表乌拉圭国家队参加2022年国际足联世界杯，结果队伍止步小组赛阶段。

## 俱樂部生涯
2022年1月24日，托雷斯与美国职业足球大联盟的奥兰多城签约，合同期为四年。